# Németh Károly (főispán)
Németh Károly, bejczi (Pozsony, 1867. november 4. – Győr, 1931. október 20.) jogász, főispán, országgyűlési képviselő, felsőházi tag.

## Élete
Bejczi Németh Antal és Lábán Antónia fiaként született. Tanulmányait szülővárosában kezdte, majd a Győri Királyi Jogakadémián és a budapesti Királyi Magyar Tudományegyetemen tanult tovább; 1890-ben szerzett jogtudori oklevelet. Ezt követően másfél évet töltött Regensburgban, Thurn és Taxis Albert herceg udvaránál. Hazatérve, 1892-ben letette ügyvédi vizsgáját is, és még abban az esztendőben kinevezték tiszti főügyésszé. Ugyanezen időponttól kezdve ügyvédként is praktizált Győrött.
1895-től a Győri Első Takarékpénztár jogtanácsosa volt, emellett 1898 és 1906 között a Fiú Felső Kereskedelmi Iskolában közgazdasági és jogi ismereteket tanított. 1910-től a péri választókerület országgyűlési képviselője volt, 1913-ban udvari tanácsosi címet is elnyert. Az első világháborúban a 37. honvédhadosztályban szolgált tartalékos századosként, de 1916-ban felmentették a további szolgálat alól. A Tanácsköztársaság idején túszként tartották fogva a győri tanítónőképző épületében.
1927 januárjában Győr város a felsőház tagjává választotta meg, e tisztéről főispáni kinevezésekor lemondott. Még ugyanebben az évben Győr-Moson-Pozsony közigazgatásilag egyelőre egyesített vármegye és Győr törvényhatósági jogú város főispánja lett. 1931. október 20-án hunyt el Győrben, utolsó lakhelye a Batthyány tér 2. alatt volt.

## Magánélete
Felesége Rauch Bella; fiuk, Andor maga is politikai pályára lépett.